# Bahnstrecke Åmål–Årjäng
| Eisenbahnmuseum Åmål | |                                           |                                           |
| Streckennummer: | ÅmÅJ |                                           |                                           |
| Streckenlänge: | 72,42 km |                                           |                                           |
| Spurweite: | 1435 mm (Normalspur) |                                           |                                           |
| Maximale Neigung: | 16,67 ‰ |                                           |                                           |
| Minimaler Radius: | 300 m |                                           |                                           |
| Streckengeschwindigkeit: | Hallanda–Kättilsbyn - bei Achsdruck 5,1 t 50 km/h; - bei Achsdruck 6,3 t 20 km/h; Hafenbahn - zum Hafen 10 km/h; - vom Hafen 30 km/h; sonst 60 km/h |                                           |                                           |
| | |                                           |                                           |
| \| \| \| Bahnstrecke Mellerud–Arvika nach Beted \| \| \| \| 69,9 \| Årjäng \| 110 m ö.h. \| \| \| \| Bahnstrecke Mellerud–Arvika nach Mellerud \| \| \| \| 67,2 \| Strandbacken \| Strandbacken \| \| \| 65,8 \| Kasa (ab 1. Mai 1938) \| Kasa (ab 1. Mai 1938) \| \| \| 64,8 \| Sillegårdsed (ab 1. Mai 1938) \| Sillegårdsed (ab 1. Mai 1938) \| \| \| 63,9 \| Leverhögen \| Leverhögen \| \| \| 62,6 \| Rävkullen (ab 1. Mai 1938) \| Rävkullen (ab 1. Mai 1938) \| \| \| 59,4 \| Åsebyfors \| Åsebyfors \| \| \| 56,0 \| Sandaholmen \| Sandaholmen \| \| \| 53,4 \| Snarkil \| Snarkil \| \| \| 50,8 \| Sillerud \| Sillerud \| \| \| 49,9 \| Utängen (ab 1. Mai 1938) \| Utängen (ab 1. Mai 1938) \| \| \| 48,6 \| Trubbyn (ab 1. Mai 1938) \| Trubbyn (ab 1. Mai 1938) \| \| \| 47,0 \| Fältakan \| Fältakan \| \| \| 44,2 \| Jämnenon \| Jämnenon \| \| \| \| Bahnstrecke Stora Bör–Östra Silen \| \| \| \| 41,9 \| Norane \| Norane \| \| \| 40,8 \| Noraneby (ab 1. Mai 1938) \| Noraneby (ab 1. Mai 1938) \| \| \| \| ursprünglich geplante Strecke \| \| \| \| 36,9 \| Humletorp \| Humletorp \| \| \| 34,9 \| Kyrkudden \| Kyrkudden \| \| \| 32,4 \| Värmlands Ödebyn \| Värmlands Ödebyn \| \| \| 31,2 \| Lillängen (ab 1. Mai 1938) \| Lillängen (ab 1. Mai 1938) \| \| \| 30,1 \| Harne (ab 1. Mai 1938) \| Harne (ab 1. Mai 1938) \| \| \| 4,0 \| Kättilsbyn \| Kättilsbyn \| \| \| \| \| \| \| \| 0,0 24,9 \| Hallanda \| Hallanda \| \| \| 24,9 \| Svanskog \| 92 m ö.h. \| \| \| 22,1 \| Källtegen \| Källtegen \| \| \| \| Bollsbytunneln (263 m) \| 140 m ö.h. \| \| \| 20,7 \| Bollbyn (ab 1. Mai 1938) \| Bollbyn (ab 1. Mai 1938) \| \| \| 19,7 \| Ömmeln \| Ömmeln \| \| \| \| Åmålsån \| \| \| \| 17,6 \| Kroppan \| Kroppan \| \| \| 15,1 \| Bårnäs (ab 1. Mai 1938) \| Bårnäs (ab 1. Mai 1938) \| \| \| \| Länsväg 164 \| \| \| \| 10,6 \| Finntorp (früher Bhf.) \| Finntorp (früher Bhf.) \| \| \| 6,5 \| Jakobsbyn \| Jakobsbyn \| \| \| \| Jakobstorp[1] \| \| \| \| 4,6 \| Slommerud (ab 1. Mai 1938) \| Slommerud (ab 1. Mai 1938) \| \| \| \| Europastraße 45 \| \| \| \| \| Vänerbanan von Göteborg \| \| \| \| \| \| \| \| \| 0,0 \| Åmål Östra \| Åmål Östra \| \| \| \| Åmål \| 49 m ö.h. \| \| \| \| Djuphamntunneln (249 m) \| \| \| \| -0,8 \| Åmåls djuphamn (Örnas) \| Åmåls djuphamn (Örnas) \| \| \| \| Vänerbanan nach Kil \| \| \| \| \| \| \| \| Quellen: [2][3] \| \| \| \| | |                                           |                                           |
| Strecke (außer Betrieb) | | Bahnstrecke Mellerud–Arvika nach Beted    | Bahnstrecke Mellerud–Arvika nach Beted    |
| Bahnhof (Strecke außer Betrieb) | 69,9 | Årjäng                                    | 110 m ö.h.                                |
| Abzweig geradeaus und nach rechts (Strecke außer Betrieb) | | Bahnstrecke Mellerud–Arvika nach Mellerud | Bahnstrecke Mellerud–Arvika nach Mellerud |
| Haltepunkt / Haltestelle (Strecke außer Betrieb) | 67,2 | Strandbacken                              | Strandbacken                              |
| Haltepunkt / Haltestelle (Strecke außer Betrieb) | 65,8 | Kasa (ab 1. Mai 1938)                     | Kasa (ab 1. Mai 1938)                     |
| Haltepunkt / Haltestelle (Strecke außer Betrieb) | 64,8 | Sillegårdsed (ab 1. Mai 1938)             | Sillegårdsed (ab 1. Mai 1938)             |
| Bahnhof (Strecke außer Betrieb) | 63,9 | Leverhögen                                | Leverhögen                                |
| Haltepunkt / Haltestelle (Strecke außer Betrieb) | 62,6 | Rävkullen (ab 1. Mai 1938)                | Rävkullen (ab 1. Mai 1938)                |
| Bahnhof (Strecke außer Betrieb) | 59,4 | Åsebyfors                                 | Åsebyfors                                 |
| Bahnhof (Strecke außer Betrieb) | 56,0 | Sandaholmen                               | Sandaholmen                               |
| Haltepunkt / Haltestelle (Strecke außer Betrieb) | 53,4 | Snarkil                                   | Snarkil                                   |
| Bahnhof (Strecke außer Betrieb) | 50,8 | Sillerud                                  | Sillerud                                  |
| Haltepunkt / Haltestelle (Strecke außer Betrieb) | 49,9 | Utängen (ab 1. Mai 1938)                  | Utängen (ab 1. Mai 1938)                  |
| Haltepunkt / Haltestelle (Strecke außer Betrieb) | 48,6 | Trubbyn (ab 1. Mai 1938)                  | Trubbyn (ab 1. Mai 1938)                  |
| Haltepunkt / Haltestelle (Strecke außer Betrieb) | 47,0 | Fältakan                                  | Fältakan                                  |
| Bahnhof (Strecke außer Betrieb) | 44,2 | Jämnenon                                  | Jämnenon                                  |
| Kreuzung geradeaus oben (Strecken außer Betrieb) | | Bahnstrecke Stora Bör–Östra Silen         | Bahnstrecke Stora Bör–Östra Silen         |
| Bahnhof (Strecke außer Betrieb) | 41,9 | Norane                                    | Norane                                    |
| Haltepunkt / Haltestelle (Strecke außer Betrieb) | 40,8 | Noraneby (ab 1. Mai 1938)                 | Noraneby (ab 1. Mai 1938)                 |
| Abzweig geradeaus und nach links (Strecke außer Betrieb) · Strecke von rechts (außer Betrieb) | | ursprünglich geplante Strecke             | ursprünglich geplante Strecke             |
| Haltepunkt / Haltestelle (Strecke außer Betrieb) | 36,9 | Humletorp                                 | Humletorp                                 |
| Bahnhof (Strecke außer Betrieb) | 34,9 | Kyrkudden                                 | Kyrkudden                                 |
| Haltepunkt / Haltestelle (Strecke außer Betrieb) | 32,4 | Värmlands Ödebyn                          | Värmlands Ödebyn                          |
| Haltepunkt / Haltestelle (Strecke außer Betrieb) | 31,2 | Lillängen (ab 1. Mai 1938)                | Lillängen (ab 1. Mai 1938)                |
| Haltepunkt / Haltestelle (Strecke außer Betrieb) | 30,1 | Harne (ab 1. Mai 1938)                    | Harne (ab 1. Mai 1938)                    |
| Strecke (außer Betrieb) · Bahnhof (Strecke außer Betrieb) | 4,0 | Kättilsbyn                                | Kättilsbyn                                |
| Abzweig geradeaus und von links (Strecke außer Betrieb) · Strecke nach rechts (außer Betrieb) | |                                           |                                           |
| Bahnhof (Strecke außer Betrieb) | 0,0 24,9 | Hallanda                                  | Hallanda                                  |
| Kopfbahnhof Strecke bis hier außer Betrieb | 24,9 | Svanskog                                  | 92 m ö.h.                                 |
| Haltepunkt / Haltestelle | 22,1 | Källtegen                                 | Källtegen                                 |
| Tunnel | | Bollsbytunneln (263 m)                    | 140 m ö.h.                                |
| ehemaliger Haltepunkt / Haltestelle | 20,7 | Bollbyn (ab 1. Mai 1938)                  | Bollbyn (ab 1. Mai 1938)                  |
| Bahnhof | 19,7 | Ömmeln                                    | Ömmeln                                    |
| Brücke über Wasserlauf | | Åmålsån                                   | Åmålsån                                   |
| Haltepunkt / Haltestelle | 17,6 | Kroppan                                   | Kroppan                                   |
| ehemaliger Haltepunkt / Haltestelle | 15,1 | Bårnäs (ab 1. Mai 1938)                   | Bårnäs (ab 1. Mai 1938)                   |
| Strecke mit Straßenbrücke | | Länsväg 164                               | Länsväg 164                               |
| Haltepunkt / Haltestelle | 10,6 | Finntorp (früher Bhf.)                    | Finntorp (früher Bhf.)                    |
| ehemaliger Bahnhof | 6,5 | Jakobsbyn                                 | Jakobsbyn                                 |
| Haltepunkt / Haltestelle | | Jakobstorp                                | Jakobstorp                                |
| Haltepunkt / Haltestelle | 4,6 | Slommerud (ab 1. Mai 1938)                | Slommerud (ab 1. Mai 1938)                |
| Bahnübergang | | Europastraße 45                           | Europastraße 45                           |
| Kreuzung geradeaus oben · Strecke von rechts | | Vänerbanan von Göteborg                   | Vänerbanan von Göteborg                   |
| Abzweig geradeaus und nach links · Abzweig geradeaus und von rechts | |                                           |                                           |
| Kopfbahnhof Strecke ab hier außer Betrieb · Strecke | 0,0 | Åmål Östra                                | Åmål Östra                                |
| Strecke (außer Betrieb) · Bahnhof | | Åmål                                      | 49 m ö.h.                                 |
| Tunnel (Strecke außer Betrieb) · Strecke | | Djuphamntunneln (249 m)                   | Djuphamntunneln (249 m)                   |
| Betriebsstelle Streckenende (Strecke außer Betrieb) · Strecke | -0,8 | Åmåls djuphamn (Örnas)                    | Åmåls djuphamn (Örnas)                    |
| Strecke | | Vänerbanan nach Kil                       | Vänerbanan nach Kil                       |
| | |                                           |                                           |
| Quellen: | |                                           |                                           |

Die Bahnstrecke Åmål–Årjäng ist eine Bahnstrecke in Schweden. Sie wurde von der Åmål–Årjängs Järnvägsaktiebolag (ÅmÅJ) geplant und gebaut.
Die ersten Gespräche über Planung und Bau wurden Ende der 1880er Jahre geführt. Es dauerte vom Baubeginn am 1. Februar 1916 über elf Jahre bis zum 11. Juli 1927, bis auf dem 20 Kilometer langen, für den provisorischen Güterverkehr eröffneten Streckenabschnitt zwischen Hallanda und Sillerud der erste Zug fuhr. Infolge des mehrmaligen Besitzerwechsel gab es im Laufe der Jahre starke Schwankungen bei der Bedienung der einzelnen Streckenabschnitte.

## Baugeschichte
Zudem wurden mehrmals die Pläne der Streckenführung geändert. Während die Strecke zuerst von Norrane über Kättilsbyn nach Svanskog führen sollte, wurde Kättilsbyn letztendlich durch eine vier Kilometer lange Stichstrecke erschlossen. Diese Änderungen und weitere Fehlplanungen führten dazu, dass die mit 4,365 Millionen Kronen geplanten Kosten nach elf Jahren Bauzeit mit den ausgegebenen 7.693.296 Kronen und 69 Öre deutlich überschritten worden waren. Die Annahme, dass sich die Bergslagernas Järnvägar (BJ) an den Baukosten eines Gemeinschaftsbahnhofes in Åmål beteiligen würde, erwies sich als falsch. So musste für diese Strecke ein eigener Bahnhof – Åmål Östra – geplant und gebaut werden. Ferner waren ein Lokschuppen, eine Drehscheibe und ein Wasserturm notwendig, da sich die Annahme, die BJ würde mit ihren Fahrzeugen die neu errichtete Strecke bedienen, als falsch erwies.
| Streckenabschnitt        | Eröffnung prov. GV | Eröffnung Gesamtverkehr              | Einstellung PV    | Wiedereröffnung PV |
| ------------------------ | ------------------ | ------------------------------------ | ----------------- | ------------------ |
| Åmål Östra–Hallanda      | 22. November 1927  | 2. Dezember 1928                     | 20. April 1933    | 1. November 1936   |
| Hallanda–Sillerud        | 11. Juli 1927      | 2. Dezember 1928                     | 20. April 1933    | 1. November 1936   |
| Hallanda–Kättilsbyn      | 24. Januar 1928    | 2. Dezember 1928                     | 5. September 1932 | –                  |
| Sillerud–Årjäng          | –                  | 2. Dezember 1928                     | 20. April 1933    | 1. November 1936   |
| Åmål Östra–Åmål djuphavn | –                  | 22. Dezember 1930 (nur Güterverkehr) | –                 | –                  |

## Insolvenz der ersten Betreibergesellschaft
So war die Insolvenz der betreibenden Åmål–Årjängs Järnvägsaktiebolag unvermeidlich, am 1. Juli 1932 musste die Gesellschaft ihre Zahlungsunfähigkeit anmelden. Im Mai 1932 waren schon die ersten Gespräche mit den SJ hinsichtlich einer Übernahme geführt worden. Die Versteigerungsverhandlung wurde für den 23. Januar 1933 angesetzt. In der Zwischenzeit wurde der Personenverkehr auf dem Abschnitt Hallanda–Kättilsbyn am 5. September 1932 eingestellt. Im November 1932 teilten die SJ mit, dass sie die ÅmÅJ nicht übernehmen werden. Danach wurde mit Bergslagernas Järnvägar (BJ) verhandelt, um eine Übernahme zu erreichen. Es wurde ein Dreijahresvertrag mit der BJ abgeschlossen, in dessen Folge diese den Güterverkehr übernahm. Obwohl die Anliegergemeinden große Anstrengungen machten, dass die BJ den Personenverkehr übernimmt, gelang dies nicht. Ab dem 20. April 1933 betrieb BJ auf der Strecke der ÅmÅJ den Güterverkehr. Bis zum 1. November 1936 gab es keinen Personenverkehr auf der Schiene.
Im Sommer 1933 untersuchten die Präsidenten des Schwedischen Eisenbahnerverbandes  und des Schwedischen Lokführerverbandes  Carl August Ehrlin und Carl Viksten die Voraussetzungen, die Wiederaufnahme des Gesamtverkehrs zu erreichen. Am 22. Oktober 1933 präsentierten sie den Bericht über den möglichen Verkehr auf der Strecke Åmål–Årjäng, der auf der Gründung einer neuen Gesellschaft beruhte.
Zu diesem Zeitpunkt besaß die Bahn zwei im Jahre 1890 von A.-B. Atlas in Stockholm hergestellte Schlepptenderdampflokomotiven (Nr. 14 und Nr. 15) der Achsfolge 1'C1' mit einem dreiachsigen Schlepptender. Diese waren 1917 mit einem Dampfüberhitzer ausgerüstet worden. Ferner waren zwei 1904 und 1906 hergestellte Personenwagen der Klasse  F (Nr. 51 und Nr. 52), 13 gedeckte Güterwagen der Klasse Gmh (Nr. 101 bis 113) sowie 20 offene Güterwagen der Klasse N3 mit den Nummern 201 bis 218, 220 und 225 vorhanden. Zudem waren bei der Bahn 21 offene Güterwagen der Klasse N eingestellt, die der Vagnuthyrningsbolaget in Stockholm gehörten. Dazu kamen noch neun Bauwagen, die als Arbeitswagen verwendet wurden.
Noch während des laufenden Dreijahreszeitraumes verhandelte das Amt für Staatsverschuldung  erneut mit der BJ. Diese Gespräche endeten mit dem Ergebnis, dass die BJ die ÅmÅJ zum 1. Januar 1937 für den Preis von 438.000 Kronen übernahm. BJ nahm den Gesamtverkehr bereits am 1. November 1936 wieder auf. Dafür wurden von Nydqvist och Holm in Trollhättan die beiden Dieseltriebwagen BJ 52 und BJ 53 beschafft.
Die ÅmÅJ sowie die Dal–Västra Värmlands Järnvägsaktiebolag (DVVJ) wurden mit Wirkung vom 1. September 1937 in eine neue Tochtergesellschaft der BJ, in die Järnvägsaktiebolaget Dal–Västra Värmland (DVVJ), überführte. Damit wurde der Betrieb auf der Strecke von der Järnvägsaktiebolaget Dal–Västra Värmland weitergeführt.

## Verstaatlichung
Im Jahre 1939 fasste der schwedische Reichstag im Hinblick auf die immer größer werdende Konkurrenz von Lastkraftwagen und Omnibussen den grundsätzlichen Beschluss über die allgemeine Eisenbahnverstaatlichung. Dabei wurden nicht nur schwache wirtschaftliche Gesellschaften, sondern auch solche mit Gewinn in die Betrachtung einbezogen. Auf Grund dieses Beschlusses wurde 1945 die Übernahme der im Bereich der Trafikförvaltningen Göteborg–Dalarne–Gävle (TGDG) vorbereitet. Davon waren die Bergslagernas Järnväg (BJ), Lödöse–Lilla Edets Järnväg (LLEJ), Kil–Fryksdalens Järnväg (KFJ), Gävle–Dala Järnvägar (GDJ), Södra Dalarnas Järnväg (SDJ) und die ehemalige Åmål–Årjängs Järnväg, die bereits in der neuen DVVJ enthalten war, sowie auch die neue DVVJ selbst betroffen. Alle diese Bahnen wurden am 1. Juli 1947 in die nun gemeinsame staatliche Aktiengesellschaft Järnvägsaktiebolaget Dal–Västra Värmland überführt. Am 1. Juli 1948 wurde diese wiederum den SJ übertragen und die deren Organisation integriert. Die staatliche DVVJ endete formell am 2. September 1949.
Auf der Strecke Åmål–Årjäng machte sich die Verkehrsverlagerung auf die Straße bemerkbar. Deshalb wurden nach und nach verschiedene Streckenabschnitte nicht mehr regelmäßig oder überhaupt nicht mehr bedient.
| Streckenabschnitt        | Einstellung PV                                                 | Letzter Güterzug                     | Einstellung GV | Eröffnung MV      | Einstellung MV               |
| ------------------------ | -------------------------------------------------------------- | ------------------------------------ | -------------- | ----------------- | ---------------------------- |
| Hallanda–Kättilsbyn      | –                                                              | 1. Juni 1940                         | 10. Juni 1954  | –                 | –                            |
| Åmål Östra–Svanskog      | 26. September 1966 (seit 26. Mai 1963 eingeschränkter Betrieb) | 19. Dezember 1991                    | 1. Januar 1992 | 24. Dezember 1993 | 7. November 2009 (vorläufig) |
| Svanskog–Årjäng          | 10. Juni 1954                                                  | 10. Juni 1950, danach nur bei Bedarf | 1. Januar 1956 | –                 | –                            |
| Åmål Östra–Åmål djuphavn | –                                                              | –                                    | –              | 24. Dezember 1993 | 7. November 2009 (vorläufig) |

Unabhängig vom Stilllegungsdatum des Streckenabschnittes Svanskog–Årjäng wurde das Gleis bereits 1955 abgebaut.
Heute ist der Bahndamm zwischen Norane und kurz vor Hallanda ein eingeschotterter Weg, komplett erhalten und mit dem Fahrrad befahrbar. Zwischen Årjäng und Norane bzw. Hallanda und Svanskog ist die ehemalige Trasse nur abschnittsweise erhalten und dann aber als eingeschotterter Weg oder asphaltierter Radweg befahrbar.

## Museumsbahn
Bereits 1976 hatte sich die Järnvägssällskapet Åmål–Årjäng (JÅÅJ) gebildet, um die Historie der schwedischen Eisenbahnen zu erhalten. Bereits im gleichen Jahr kaufte der Verein eine Dampflok, die SJ S5 1895 (früher BJ Y3 106), zwei gedeckte Güterwagen der Bauart Gsh und einen offenen Güterwagen. 1977 kam ein ehemaliger Holzspeisewagen der BJ hinzu, im folgenden Jahr folgen zwei Personenwagen vom Typ B6. Ab 1979 konnte der Lokschuppen der ehemaligen ÅmÅJ genutzt und zudem die SJ E2 935 erworben werden. In diesem Schuppen ist heute das Eisenbahnmuseum des Vereins untergebracht. Weitere Fahrzeuge folgten 1981 mit der Dampflok SJ A7 1804 (DJ H3 10) und dem Personenwagen SJ A4 4112 (BJ ABo1 13). In den nächsten Jahren kamen noch Triebwagen vom Typ SJ Y7, Beiwagen und Rangierdieselloks dazu.
Der letzte planmäßige Zug auf der Strecke Åmål Östra–Svanskog fuhr der Museumsbahnverein am 28. Dezember 1991 mit seinem eigenen Triebwagen, dem ehemaligen SJ Y7 1223. 1992 wurde ein Nutzungsvertrag für Museumsfahrten auf diesem Streckenabschnitt mit den SJ abgeschlossen und 1993 fuhr erstmals der Museumszug an Weihnachten von Åmål Östra nach Svanskog. Ab diesem Zeitpunkt wurden im Sommer Dampfzüge und im Winter Dieselzüge zwischen Åmål djuphavn und Svanskog als Sonderfahrten geführt.
Durch starken Regen wurde der Bahndamm zwischen Åmål und Svanskog am 7. November 2009 stark unterspült. Dies hatte die sofortige Betriebseinstellung zur Folge. Seither versucht der Museumsbahnverein, die Strecke wieder in Stand zu setzen. 2011 wurde der Bollsbytunneln wegen der Gefahr von Felsstürzen gesperrt, scheint inzwischen aber wie die Gesamtstrecke wieder befahrbar zu sein.
Zwischen Forsbackebaden außerhalb Åmåls bis Svanskog besteht in der Sommersaison Draisinenverkehr.